# Санта-Крус-де-Хувентино-Росас
Санта-Крус-де-Хувентино-Росас (исп. Santa Cruz de Juventino Rosas) — муниципалитет в Мексике, штат Гуанахуато, с административным центром в городе Хувентино-Росас. Численность населения, по данным переписи 2010 года, составила 79 214 человек.

## Общие сведения
Название муниципалитета составное: Santa Cruz — в честь Святого креста, а Juventino Rosas — в честь родившегося здесь композитора Хувентино Росаса.
Площадь муниципалитета равна 429 км², что составляет 1,4 % от общей площади штата, а наивысшая точка расположена в поселении Лома-Альта-дель-Санто-Ниньо и равна 2297 метрам.
Санта-Крус-де-Хувентино-Росас граничит с другими муниципалитетами штата Гуанахуато: на севере с Сан-Мигель-де-Альенде, на востоке с Комонфортом и Селаей, на юге с Вильяграном, и на западе с Саламанкой.

## Учреждение и состав
Муниципалитет был образован в 1824 году, в его состав входит 170 населённых пунктов, самые крупные из которых:
| Код INEGI | Населённый пункт                                                                          | Численность населения (2005 год) | Численность населения (2010 год) |
| --------- | ----------------------------------------------------------------------------------------- | -------------------------------- | -------------------------------- |
| 035       | Всего                                                                                     | 70323                            | 79214                            |
| 0001      | Хувентино-Росас (исп. Juventino Rosas) 20°38′36″ с. ш. 100°59′42″ з. д.                   | 38143                            | 42264                            |
| 0075      | Сантьяго-де-Куэнда (исп. Santiago de Cuenda) 20°35′59″ с. ш. 100°59′39″ з. д.             | 5623                             | 6524                             |
| 0047      | Посос (исп. Pozos) 20°37′10″ с. ш. 100°53′42″ з. д.                                       | 2470                             | 2742                             |
| 0053      | Ринкон-де-Сентено (исп. Rincón de Centeno) 20°39′39″ с. ш. 100°53′03″ з. д.               | 2199                             | 2560                             |
| 0035      | Сан-Антонио-де-Моралес (исп. San Antonio de Morales) 20°34′50″ с. ш. 100°54′32″ з. д.     | 1624                             | 1808                             |
| 0078      | Франко-Тавера (исп. Franco Tavera) 20°36′21″ с. ш. 100°55′36″ з. д.                       | 1437                             | 1622                             |
| 0037      | Эль-Наранхильо (исп. El Naranjillo) 20°42′51″ с. ш. 101°00′02″ з. д.                      | 1549                             | 1566                             |
| 0050      | Лос-Дульсес-Номбрес (исп. Los Dulces Nombres) 20°38′53″ с. ш. 100°57′53″ з. д.            | 911                              | 1258                             |
| 0009      | Серрито-де-Гаска (исп. Cerrito de Gasca) 20°37′04″ с. ш. 101°03′45″ з. д.                 | 1042                             | 1214                             |
| 0062      | Сан-Хосе-де-лас-Пилас (исп. San José de las Pilas) 20°39′13″ с. ш. 101°02′38″ з. д.       | 965                              | 1010                             |
| 0058      | Сан-Антонио-де-Ромерильо (исп. San Antonio de Romerillo) 20°36′28″ с. ш. 100°56′48″ з. д. | 839                              | 1004                             |

## Экономика
По статистическим данным 2000 года, работоспособное население занято по секторам экономики в следующих пропорциях: сельское хозяйство, скотоводство и рыбная ловля — 34,7 %, промышленность и строительство — 28,5 %, сфера обслуживания и туризма — 34,4 %, прочее — 2,4 %.

## Инфраструктура
По статистическим данным 2010 года, инфраструктура развита следующим образом:
- электрификация: 98,7 %;
- водоснабжение: 96,1 %;
- водоотведение: 97,8 %.

## Фотографии

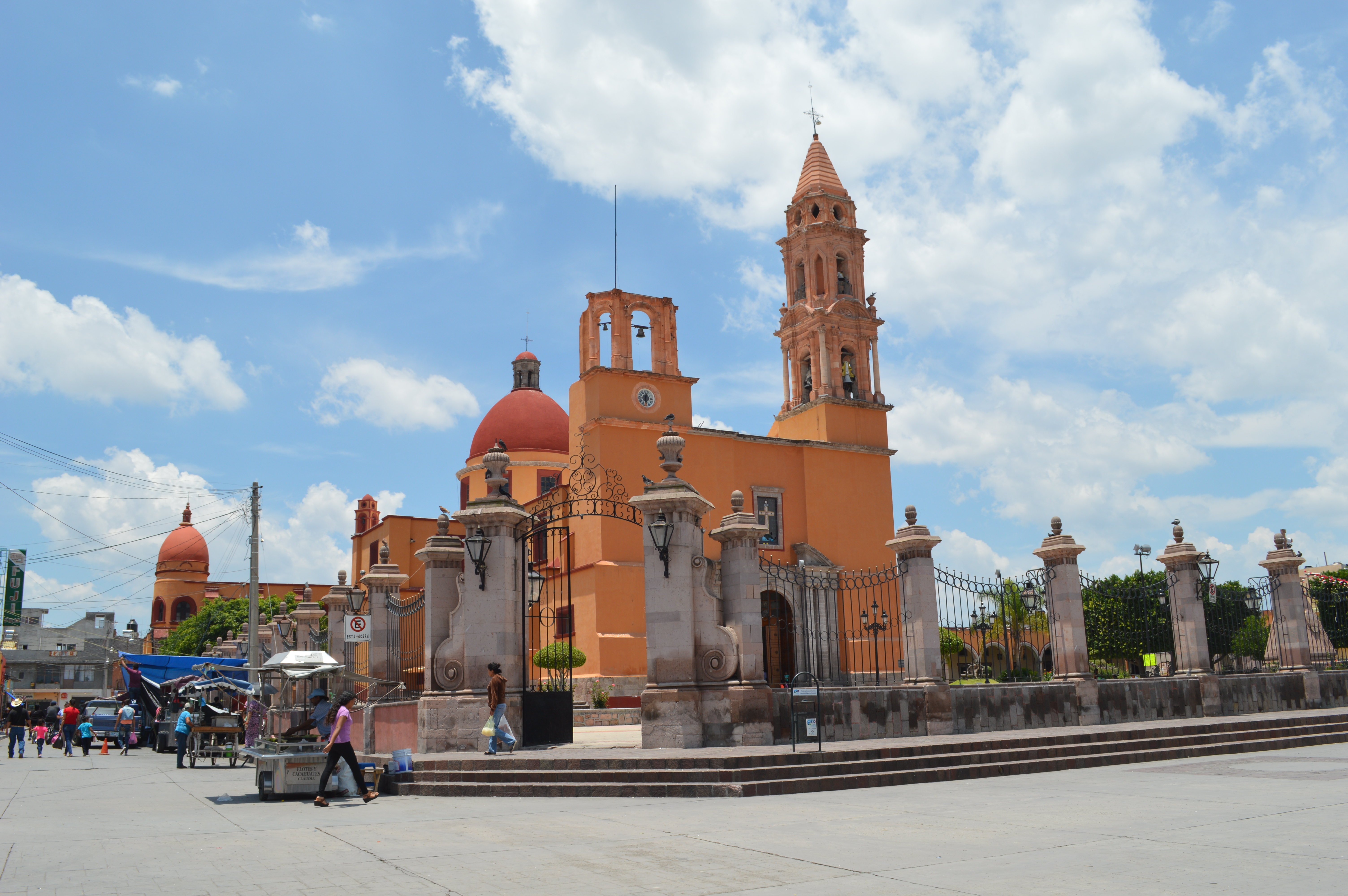
Церковь и площадь в Хувентино-Росасе
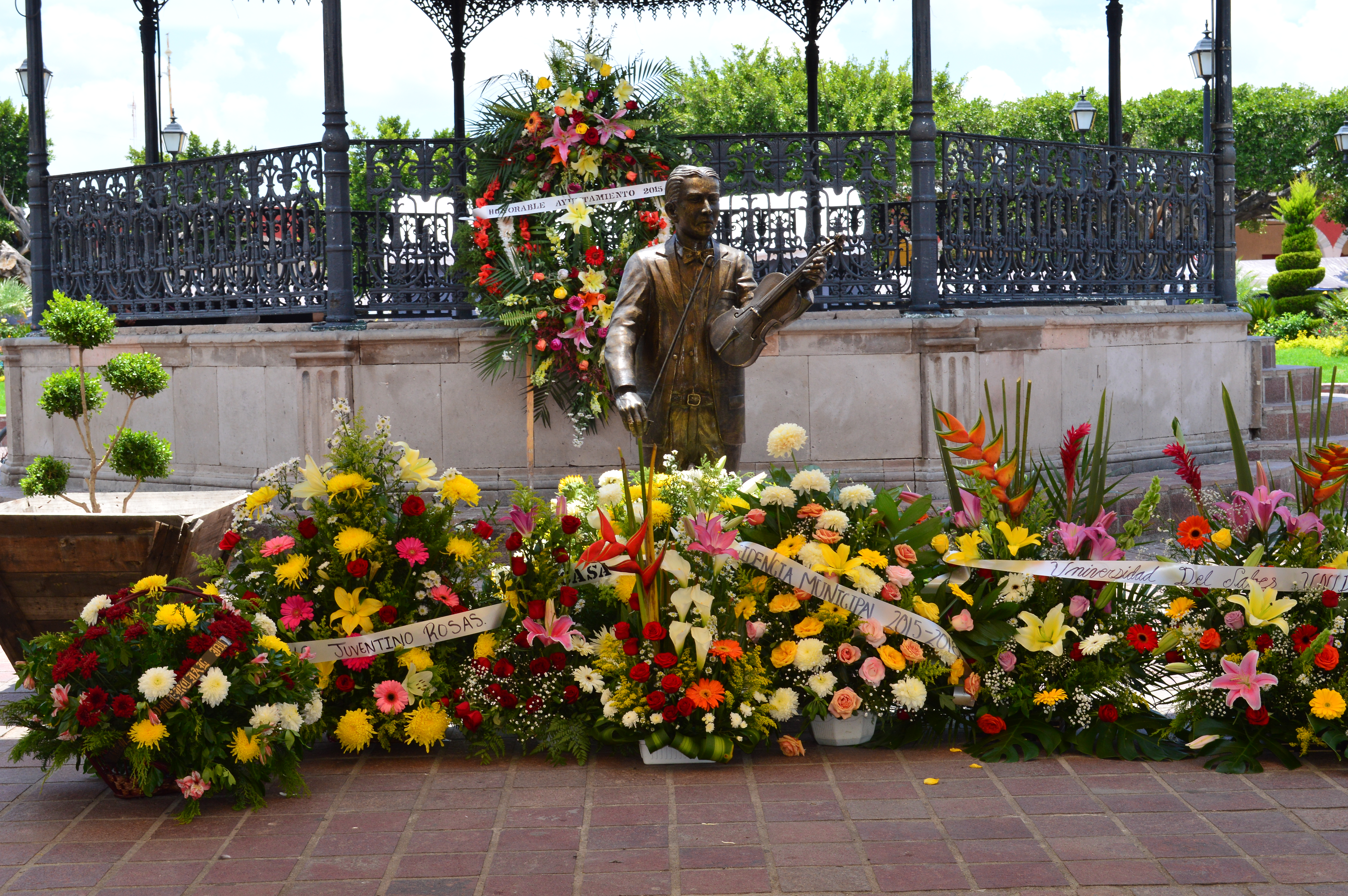
Памятник Хувентино Росасу
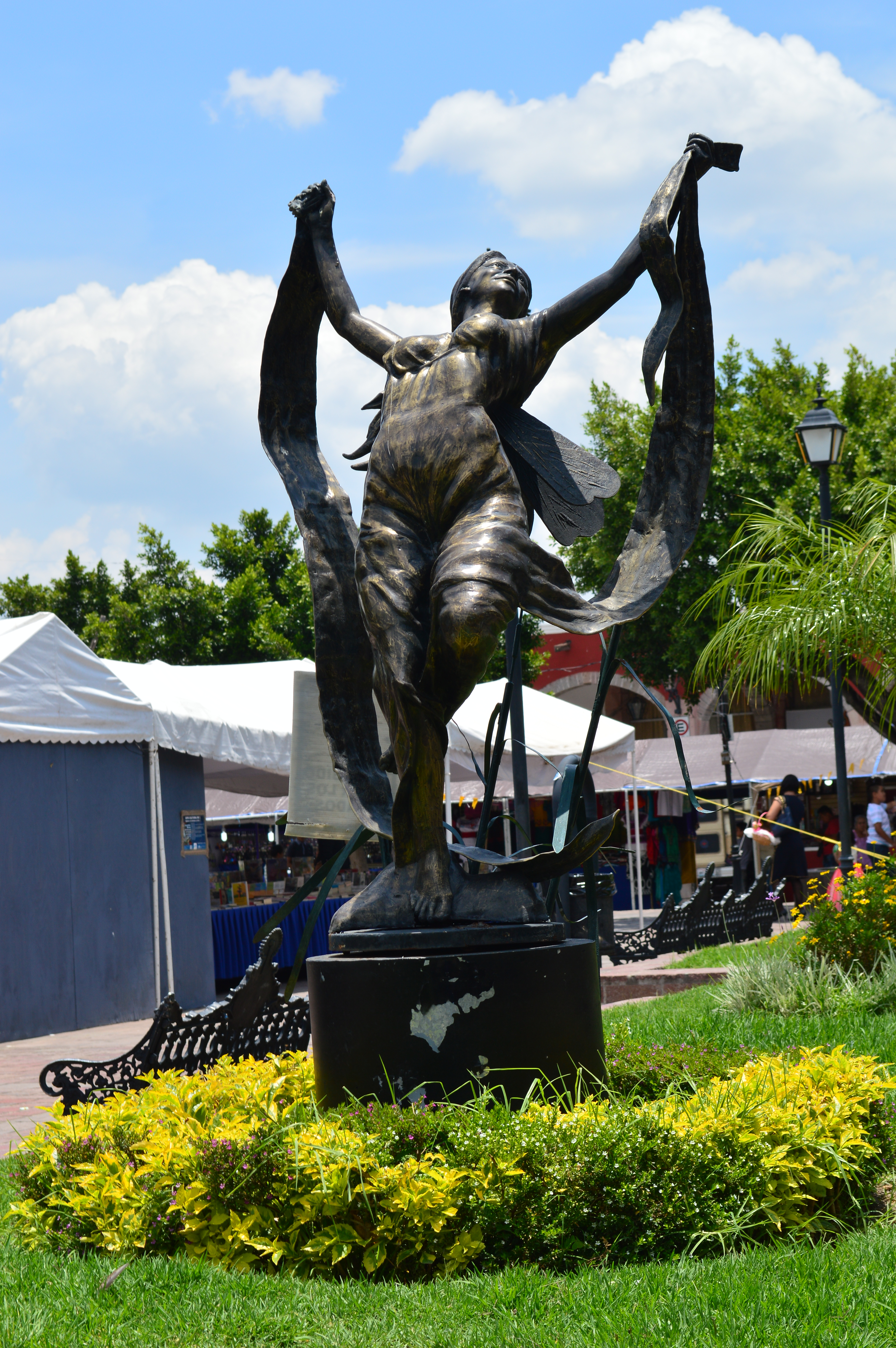
Статуя танцовщицы